# كارولين رودجرز
كارولين رودجرز (بالإنجليزية: Carolyn Rodgers)‏ (14 ديسمبر 1940، شيكاغو في الولايات المتحدة - 2 أبريل 2010، شيكاغو في الولايات المتحدة)؛ كاتِبة وشاعرة أمريكية.